# Austrian Open 1998
L'Austrian Open 1998  è stato un torneo di tennis giocato sulla terra rossa. È stata la 53ª edizione dell'Austrian Open, che fa parte della categoria International Series nell'ambito dell'ATP Tour 1998. Si è giocato al Kitzbühel Sportpark Tennis Stadium di Kitzbühel in Austria, dal 27 luglio al 2 agosto 1998.

## Campioni

### Singolare maschile
Albert Costa ha battuto in finale  Andrea Gaudenzi con il punteggio di 6–2, 1–6, 6–2, 3–6, 6–1

### Doppio
Tom Kempers /  Daniel Orsanic hanno battuto in finale  Joshua Eagle /  Andrew Kratzmann con il punteggio di 6–3, 6–4